# Eupeodes borealis
Eupeodes borealis är en tvåvingeart som först beskrevs av Dusek och Laska 1973.  Eupeodes borealis ingår i släktet fältblomflugor, och familjen blomflugor. Arten har ej påträffats i Sverige. Inga underarter finns listade i Catalogue of Life.